# Scord of Brouster

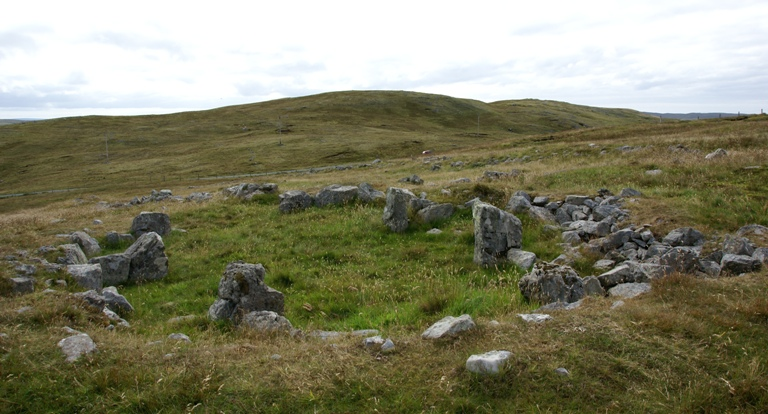
Fondation d'une des maisons de Scord of Brouster.

Scord of Brouster est un site archéologique du néolithique situé dans les Shetland, en Écosse. Il est l'un des plus anciens sites agricoles écossais. Daté d'environ 2 220 ans av. J-C, il comprend trois maisons, un cairn et plusieurs champs entourés de murs.